# کمدی نامناسب
کمدی نامناسب (انگلیسی: Inappropriate Comedy) فیلمی در ژانر کمدی به گارگردانی وینس آفر است که در سال ۲۰۱۳ منتشر شد. از بازیگران آن می‌توان به راب اشنایدر، میشل رودریگز، آدرین برودی و لیندزی لوهان اشاره کرد.